# (74482) 1999 CO92
(74482) 1999 CO92 – planetoida z pasa głównego asteroid okrążająca Słońce w ciągu 5,21 lat w średniej odległości 3 j.a. Odkryta 10 lutego 1999 roku.